# کنزس (گروه موسیقی)
کنزس (به انگلیسی: Kansas) یک گروه راک آمریکایی است که در دهه ۱۹۷۰ در ابتدا با انتشار آلبوم و بعد از آن با تک‌آهنگ‌هایی از قبیل «ادامه بده پسر خودرای من» و «گرد و غبار در باد» به شهرت رسید. گروه هشت آلبوم طلا، سه آلبوم شش‌گانه پلاتین (پیشدرآمدچپ، نقطه دانستن بازگشت، بهترین کانزاس)، یک آلبوم زنده پلاتین (دو برای نمایش) تولید و یک میلیون برای فروش «گرد و غبار در باد» دریافت کرد. کنزس در نمودار بیلبورد برای بیش از ۲۰۰ هفته در طول دهه‌های ۱۹۷۰ و ۱۹۸۰ قرار گرفت و در سراسر شمال امریکا، اروپا و ژاپن به فروش درآمد. ترانه «ادامه بده پسر خودرای» دومین ترانه بیشترین پخش در رادیو راک کلاسیک در سال ۱۹۹۵ بود و در سال ۱۹۹۷ به صدر آن رفت.